# 卢氏县地方史志办公室
卢氏县地方史志办公室是中华人民共和国河南省三门峡市卢氏县政府下辖的一个机构，负责卢氏县地方志的编纂，为正科级事业单位，其历史渊源最早可以追溯到1982年成立的卢氏县志编纂委员会下属的县志总编室，2001年改为现名。卢氏县地方史志办公室从成立至今编写了大量的历史书籍，记录了许多珍贵史料，是研究卢氏县改革开放以来政治和经济的首选参考资料。卢氏县地方史志办公室目前是卢氏县委办直接管理的事业单位。